# Mario Signoretto
Mario Signoretto (fl. XX secolo) è stato un calciatore italiano, di ruolo difensore.

## Carriera
Inizia la carriera nel Venezia, con cui nella stagione 1929-1930 gioca 18 partite nel campionato di Serie B. Gioca con la squadra veneta (che nel frattempo cambia nome in Serenissima) anche nella stagione 1930-1931 e nella stagione 1931-1932; in particolare, nella prima delle due stagioni gioca stabilmente da titolare scendendo in campo in 32 delle 34 partite di campionato in programma. Nella Serie B 1931-1932 disputa invece complessivamente 19 partite.
Dopo tre anni in seconda serie a Venezia nel 1933 si trasferisce all'Anconitana-Bianchi per giocare in Prima Divisione, la terza serie dell'epoca; nella Prima Divisione 1933-1934 gioca 11 partite, mentre nella Prima Divisione 1934-1935 e nella Serie C 1935-1936 scende in campo rispettivamente 15 e 28 volte. Milita nella formazione marchigiana anche nella stagione 1936-1937, nella quale con 13 presenze contribuisce alla vittoria del campionato di Serie C.
In carriera ha giocato complessivamente 69 partite in Serie B e 67 fra Prima Divisione e Serie C.

## Palmarès

### Club

#### Competizioni nazionali
- Serie C: 1

Anconitana-Bianchi: 1936-1937